# Еловая пахита
Еловая пахита (Pachyta lamed) — жук из семейства усачей и подсемейства Усачики.

## Описание
Жук длиной от 10 до 20 мм. Встречается с июля по август.

## Распространение
Ареал вида: Центральная, Западная и Северная Европа.

## Экология и местообитания
Жизненный цикл вида длится два года. Кормовыми растениями являются хвойные деревья, родов: ель (Picea), пихта (Abies) и сосна (Pinus).